# Mistrovství světa v jízdě na skibobech 2013
XXXV. ročník Mistrovství světa v jízdě na skibobech 2013 se konal v rakouském středisku Bad Hofgastein od 27. února do 2. března 2013. Na programu šampionátu byl závod v super G, obřím slalomu, slalomu a kombinaci a to v kategorii mužů a žen.

## Medailové pořadí zemí
| Pořadí | Země           | Zlato | Stříbro | Bronz | Celkově |
| ------ | -------------- | ----- | ------- | ----- | ------- |
| 1.     | Česko (CZE)    | 7     | 2       | 3     | 12      |
| 2.     | Rakousko (AUT) | 1     | 6       | 5     | 12      |
|        | Celkem         | 8     | 8       | 8     | 24      |

## Medailisté

### Muži
| Disciplína  | Zlato                        | Stříbro                      | Bronz                            |
| ----------- | ---------------------------- | ---------------------------- | -------------------------------- |
| super G     | Pavel Čiháček Česko (CZE)    | Gerhard Hauer Rakousko (AUT) | Martin Gutjahr Rakousko (AUT)    |
| obří slalom | Pavel Čiháček Česko (CZE)    | Markus Moser Rakousko (AUT)  | Markus Achleitner Rakousko (AUT) |
| slalom      | Gerhard Hauer Rakousko (AUT) | Markus Moser Rakousko (AUT)  | Pavel Čiháček Česko (CZE)        |
| kombinace   | Pavel Čiháček Česko (CZE)    | Gerhard Hauer Rakousko (AUT) | Martin Gutjahr Rakousko (AUT)    |

### Ženy
| Disciplína  | Zlato                     | Stříbro                         | Bronz                           |
| ----------- | ------------------------- | ------------------------------- | ------------------------------- |
| super G     | Alena Housová Česko (CZE) | Klára Hofmanová Česko (CZE)     | Lisa Zaffová Rakousko (AUT)     |
| obří slalom | Alena Housová Česko (CZE) | Lisa Zaffová Rakousko (AUT)     | Klára Hofmanová Česko (CZE)     |
| slalom      | Alena Housová Česko (CZE) | Iris Lienhardová Rakousko (AUT) | Klára Hofmanová Česko (CZE)     |
| kombinace   | Alena Housová Česko (CZE) | Klára Hofmanová Česko (CZE)     | Iris Lienhardová Rakousko (AUT) |